# Primula merrilliana
Primula merrilliana là một loài thực vật có hoa trong họ Anh thảo. Loài này được Schltr. miêu tả khoa học đầu tiên năm 1924.